# واحة الكرامة
واحة الكرامة، هو نصب تذكاري يخلّد أسماء شهداء دولة الإمارات الذين قدموا أرواحهم في خدمة البلاد من جنود ورجال شرطة ودبلوماسيين ومدنيّين منذ العام 1971. استغرق تشييد واحة الكرامة ستة أشهر فقط وافتُتحت رسمياً في يوم الشهيد عام 2016. يجتمع أعضاء المجلس الأعلى الاتحادي في الموقع سنويًا في يوم إحياء ذكرى 30 نوفمبر في حفل تكريم للشهداء من الجنود. كما يستخدم الموقع أحيانًا كمكان اجتماع لمجلس الوزراء لدولة الإمارات العربية المتحدة.

## الوصف
يقع النصب التذكاري على مساحة 46000 متر مربع مقابل مسجد الشيخ زايد الكبير. تم إنتاج هذا المشروع بالتعاون مع (يو أي بي) وBureau Proberts.

## المعالم

### نصب الشهيد
يُعتبر نصب الشهيد المعلم الأبرز، وهو من تصميم الفنان البريطاني إدريس خان. يتكون يتكون نصب الشهيد من 31 لوحاً ضخماً من الألمنيوم يستند كل منها على الآخر، ما يرمز إلى الوحدة والتضامن والتلاحم ويعكس العلاقة القوية بين القيادة والشعب من مدنيين وجنود. كما نُقشت على الألواح أقوال وأشعار الشيوخ بخط بسيط في حين تستند جميع الألواح على قاعدة مكتوب عليها قَسَم الولاء للقوات المسلحة بشكل طولي بارز. يمكن للزوّار مشاهدة مسيرة حرّاس الشرف كل يوم قرب النصب قبل غروب الشمس.

### ميدان الفخر
وهو مدرج مفتوح دائري من الحجر الجيري يتسع لـ 1200 شخص ويحتوي على حوض من المياه الضحلة التي تعكس صورة مسجد الشيخ زايد ونصب الشهيد.

### جناح الشرف
يقع جناح الشرف بعد ميدان الفخر ونصب الشهيد، ويوفّر مساحةً هادئة للتأمل والتفكير. تحمل جدرانه الداخلية الدائرية أسماء الشهداء الإماراتيين على ألواح مصنوعة من المعدن المعاد تدويره من مركبات وآليات تعود للقوات المسلحة الإماراتية، وأول هذه الأسماء هو (الشرطي سالم سهيل بن خميس) البالغ من العمر 20 عامًا، والذي رفض إنزال علم رأس الخيمة في طنب الكبرى وقتل اثناء مفاوضات الوسيط البريطاني والإيراني مع حاكم الشارقة. كما تُحيط الأسماء بمنحوتة مركزية مؤلفة من سبعة ألواح زجاجية ترمز إلى الإمارات السبع. تحمل الألواح أيضاً قَسَم الولاء للإمارات العربية المتحدة مطبوعاً عدة مرات على الجانبين.

### مركز الزوّار
يوفّر مركز الزوّار تجربة تفاعلية تتيح للزوّار التعرّف إلى الأسس النبيلة والقيم السامية التي ضحّى على أساسها شهداء الدولة الأبطال بأرواحهم. يتألف المركز من أربعة معارض مختلفة يضم كل منها نشاطاً مختلفاً مع سجل زوّار إلكتروني يسجّل كل الزيارات الرسمية لكبار الشخصيات الدوليين. يحتوي متجر الهدايا على تذكارات يصطحبها الزوّار معهم إلى المنزل لتذكُّر هذه التجربة المؤثرة.

## وصلات خارجية
- الموقع الرسمي للنصب التذكاري «واحة الكرامة»